# António Cardoso e Cunha
António José Baptista Cardoso e Cunha (Leiria, 28 januari 1933 – 24 januari 2021) was een Portugees (euro)politicus.

## Biografie
Cardoso e Cunha studeerde scheikunde en werkte als ingenieur in de chemische industrie. In 1978 werd hij namens de partij Partido Social Democrata gekozen voor de Assembleia da República. In september 1978 was Cardoso e Cunha voor één week staatssecretaris van Buitenlandse Handel. Vervolgens was hij tussen juni 1979 en januari 1980 staatssecretaris voor Industriële vernieuwing. In januari 1980 werd Cardoso e Cunha benoemd tot Minister van Landbouw en Visserij in het kabinet van premier Francisco Sá Carneiro. Hij bekleedde deze positie eveneens in het kabinet van Francisco Pinto Balsemão. In september 1981 trad Cardoso e Cunha af als minister.
Tussen 1986 en 1993 was Cardoso e Cunha de eerste Portugese afgevaardigde bij de Europese Commissie. In de eerste commissie van Jacques Delors kreeg hij de portefeuille Visserij. Cardoso e Cunha kreeg in de tweede commissie de portefeuilles Energie, Euratom, Midden- en Kleinbedrijf, Organisatie en Personeel, Toerisme en Vertaalbureau. In januari 1993 werd hij opgevolgd door João de Deus Pinheiro.
 Frans Andriessen ·  Martin Bangemann ·  Leon Brittan ·  António Cardoso e Cunha ·  Henning Christophersen ·  Christiane Scrivener ·  Jacques Delors ·  Jean Dondelinger ·  Ray MacSharry ·  Manuel Marín ·  Abel Matutes ·  Karel Van Miert ·  Bruce Millan ·  Filippo Maria Pandolfi ·  Vasso Papandréou ·  Carlo Ripa di Meana ·   Peter Schmidhuber 

 Frans Andriessen ·  António Cardoso e Cunha ·  Claude Cheysson ·  Henning Christophersen ·  Stanley Clinton Davis ·  Arthur Francis Cockfield ·  Willy De Clercq ·  Jacques Delors ·  Manuel Marín ·  Abel Matutes ·  Nicolas Mosar ·  Karl-Heinz Narjes ·  Lorenzo Natali ·  Alois Pfeiffer* ·  Carlo Ripa di Meana ·   Peter Schmidhuber ·  Peter Sutherland ·  Grigoris Varfis 
  *overleden 